# 宇都井駅
宇都井駅（うづいえき）は、島根県邑智郡邑南町宇都井下郷にあった、西日本旅客鉄道（JR西日本）三江線の駅（廃駅）である。三江線の廃止に伴い、2018年（平成30年）4月1日に廃駅となった。

## 歴史

### 年表
- 1975年（昭和50年）8月31日：三江線の浜原駅 - 口羽駅間延伸により開業[1]。
- 1987年（昭和62年）4月1日：国鉄分割民営化により西日本旅客鉄道が継承[1]。
- 2009年（平成21年） 10月3日：同年11月29日までの土曜・休日に限り、普通列車（449D：当駅17時32発三次行き）を15分停車とした。
  - 当駅と伊賀和志駅の発車時刻、口羽駅の到着時刻をそれぞれ15分繰り下げ。
- 2018年（平成30年）
  - 1月1日：当駅のイルミネーションがNHKの番組『ゆく年くる年』で放送される。
  - 4月1日：三江線の廃線に伴い廃止。
  - 11月：当駅跡地の線路で軌道自転車を運行[2]。
- 2019年（平成31年）
  - 1月5日：当駅跡地の線路で書き初めを書くイベントが行われる。
  - 3月4日：地元自治体の島根県邑南町が駅と周辺施設の取得を表明[3]。
- 2021年（令和3年）4月1日：邑南町が町内の口羽駅・宇都井駅を「邑南町三江線鉄道公園」として整備[4][5]。

### 地名の由来
「宇都井」は「宇津井」と同語源と思われる。浜田市、下関市王喜地区に「宇津井」が見られ、「内居」の意味で、「山中のふところ」の地をいう。

## 駅構造
三次方面に向かって左側に単式ホーム1面1線を持つ高架駅（停留所）で、浜田鉄道部管理の無人駅であった。ホーム及び待合室は地上20メートルの高さにあり、地上からの高さとしては日本一であった。しかし、エレベーターやエスカレーター等の昇降機設備はおろかスロープすら設置されておらず、ホームに上がるには116段の階段を上らなければならない。この特異な構造から「天空の駅」と呼ばれることもあり、テレビ番組でもたびたび取り上げられていた。そのため、鉄道ファンには人気の駅であった。
このような駅構造になった理由は、この場所に駅を建設することが決定したものの、山間を縫って走る線路の線形上当該部分では高架にするしかなく、地上に線路を敷設して地上駅を設置することができなかったためである。
階段を上りきったところに待合室があった。廃止されるまで地元住民が定期的に掃除していたため室内は大変きれいで、ベンチには座布団も置かれていた。ただし自動券売機等の設備はない。階段下、地上部に男女共用の汲み取り式トイレが設置されていた（2022年に建て替えられ、男女共用の水洗式バリアフリートイレに置き換わっている。）。
当駅の廃駅により、日本一高い高架駅の座は埼京線北戸田駅（埼玉県戸田市）に譲った。階段の段数は当駅を上回る126段である。なお、北戸田駅にはエレベーター、エスカレーターが設置されている。しかし、2024年の北陸新幹線敦賀駅（福井県敦賀市）延伸に伴い、現在は敦賀駅の北陸新幹線ホームが日本で一番高い位置（地上高約21メートル）にある。但し、在来線に限れば北戸田駅が日本一高い高架駅となる。

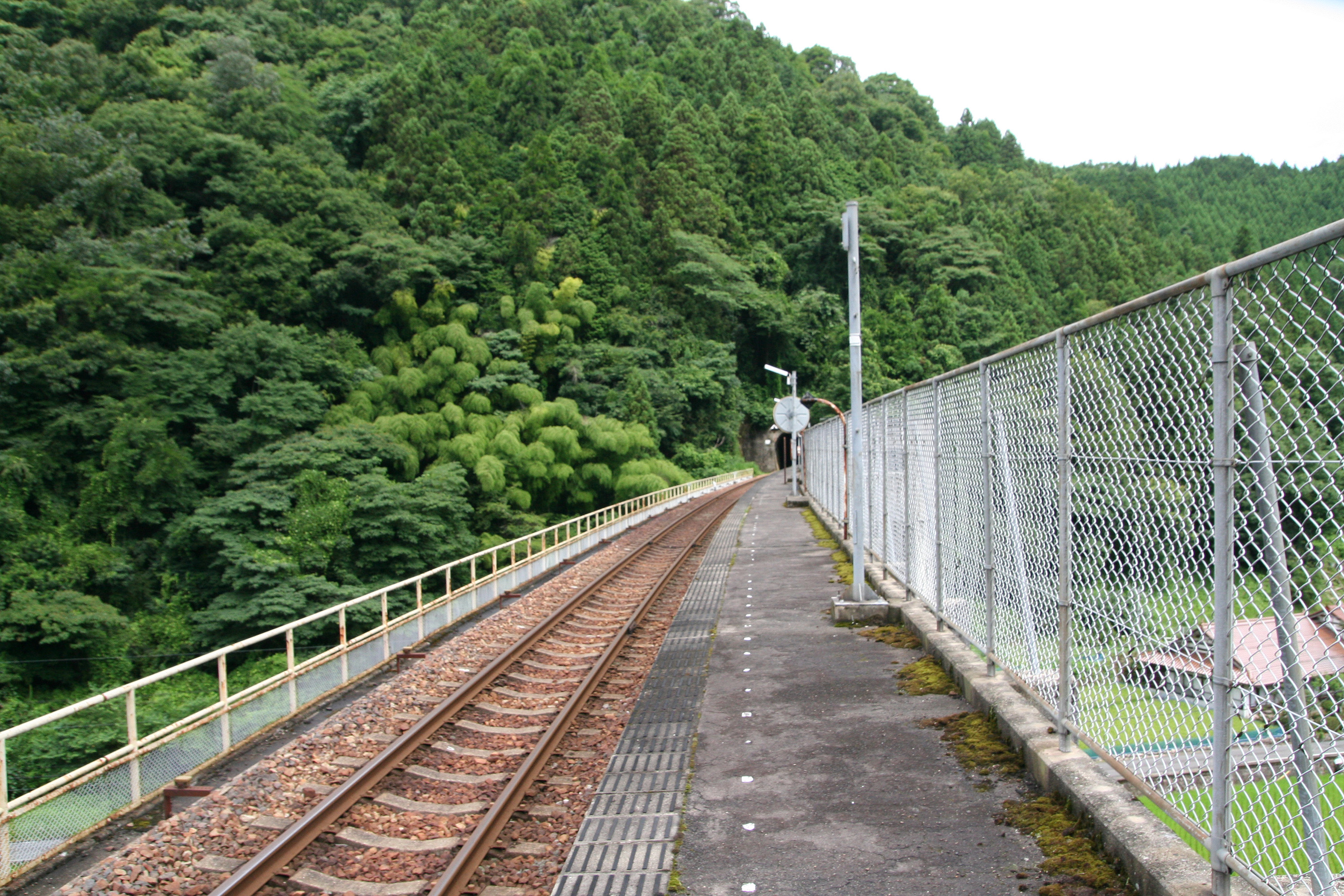
構内（2008年7月）
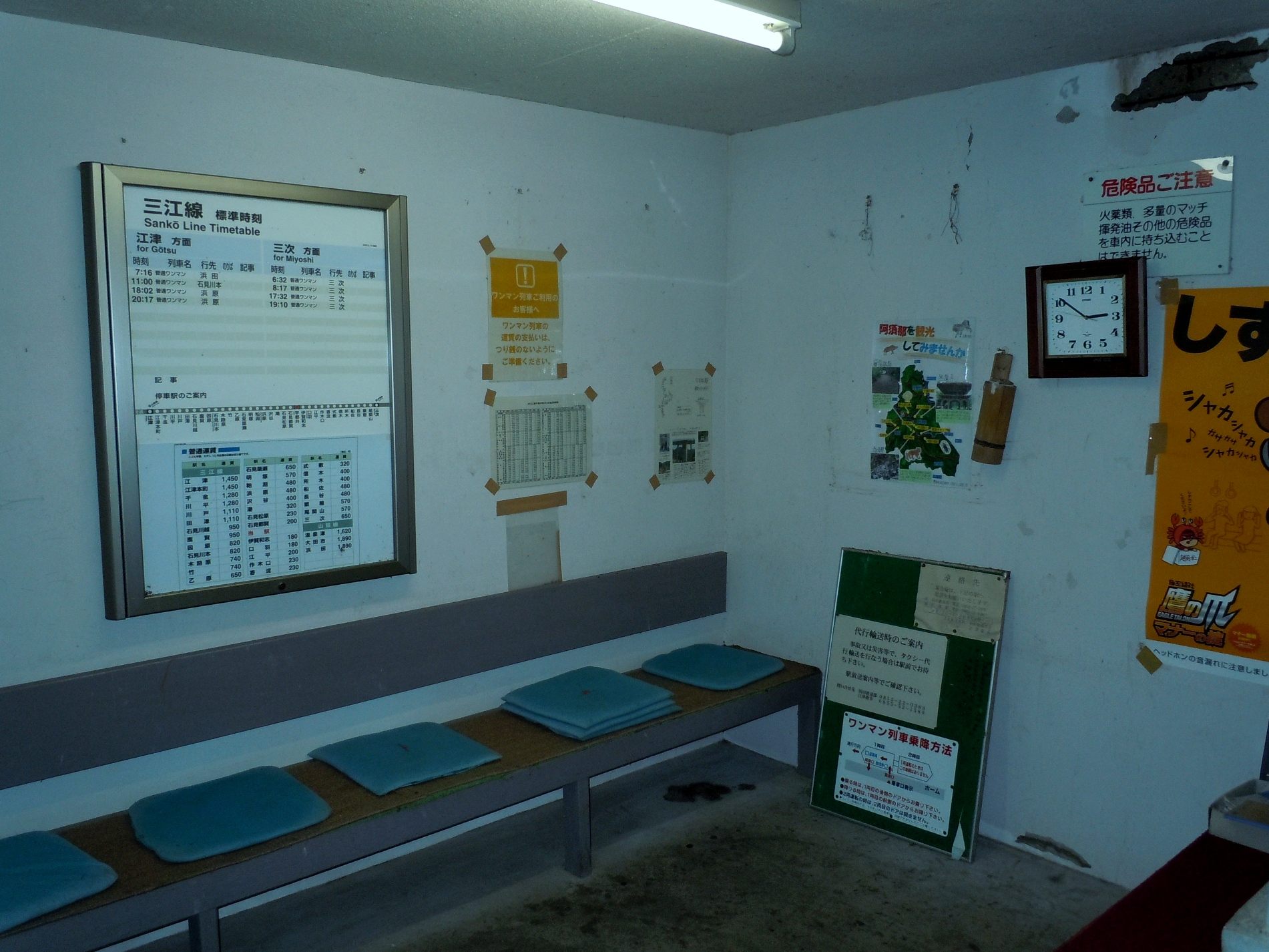
待合室（2011年1月）
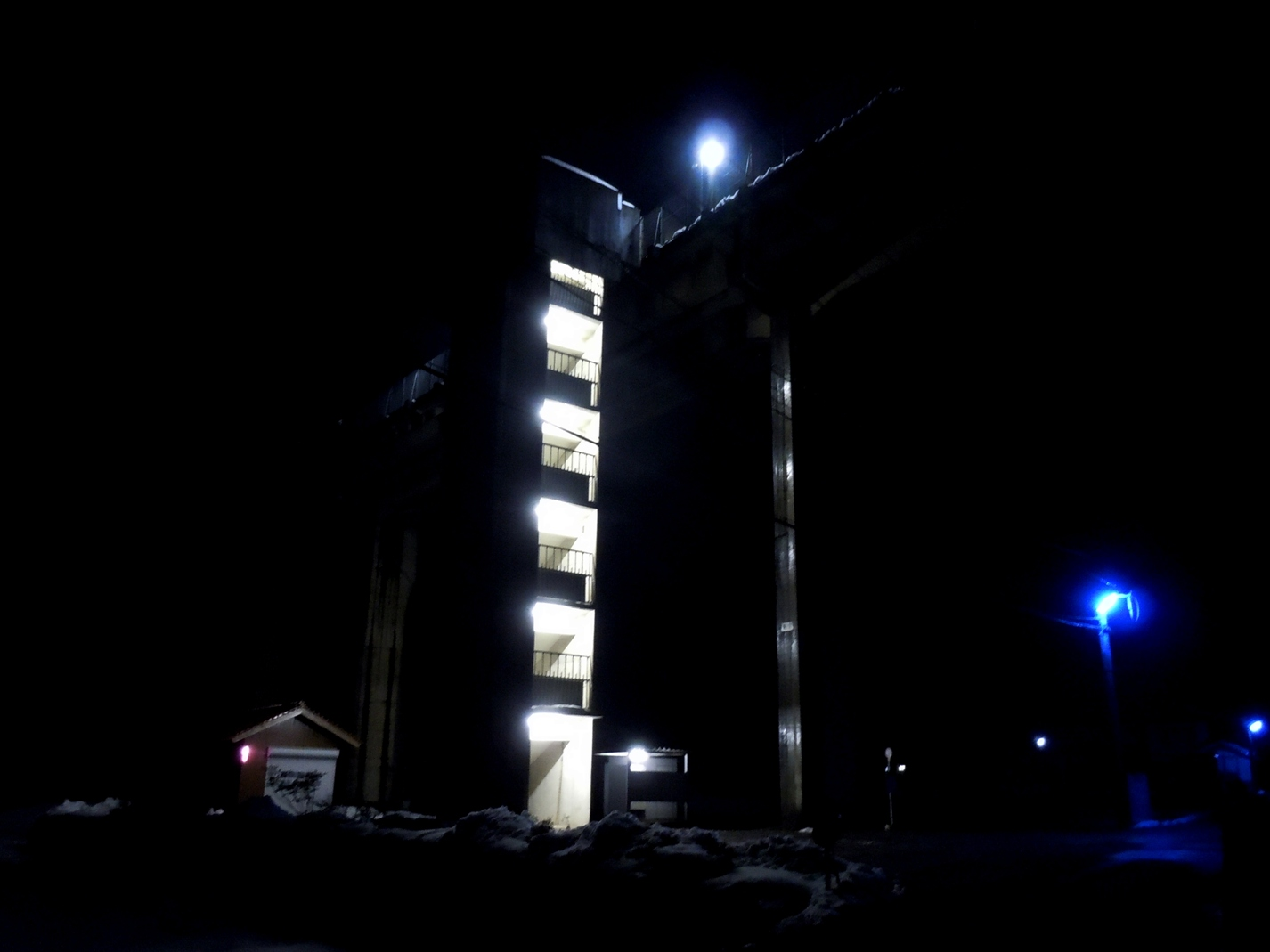
夜の階段棟（2011年1月）
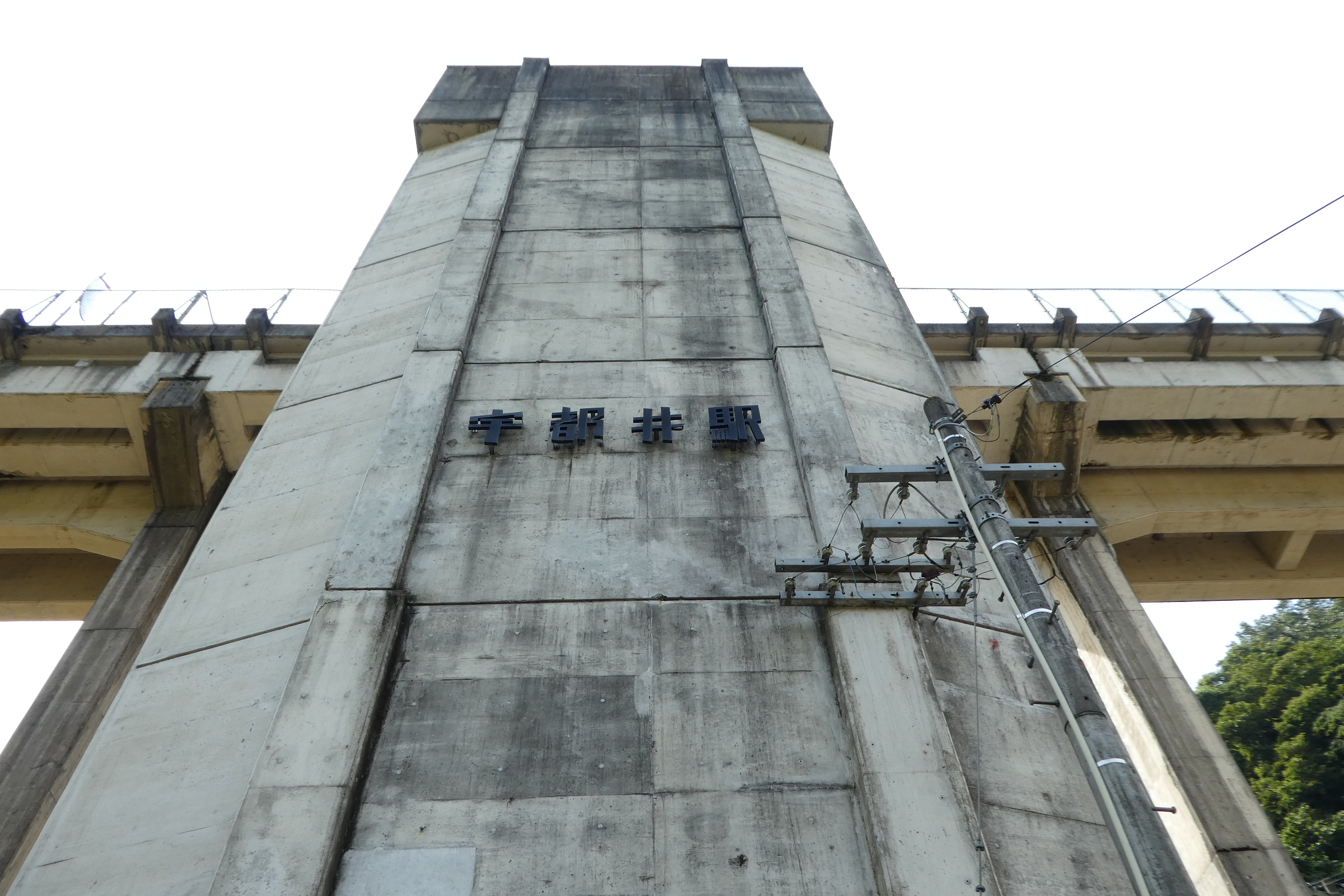
階段棟を真下から（2017年9月）
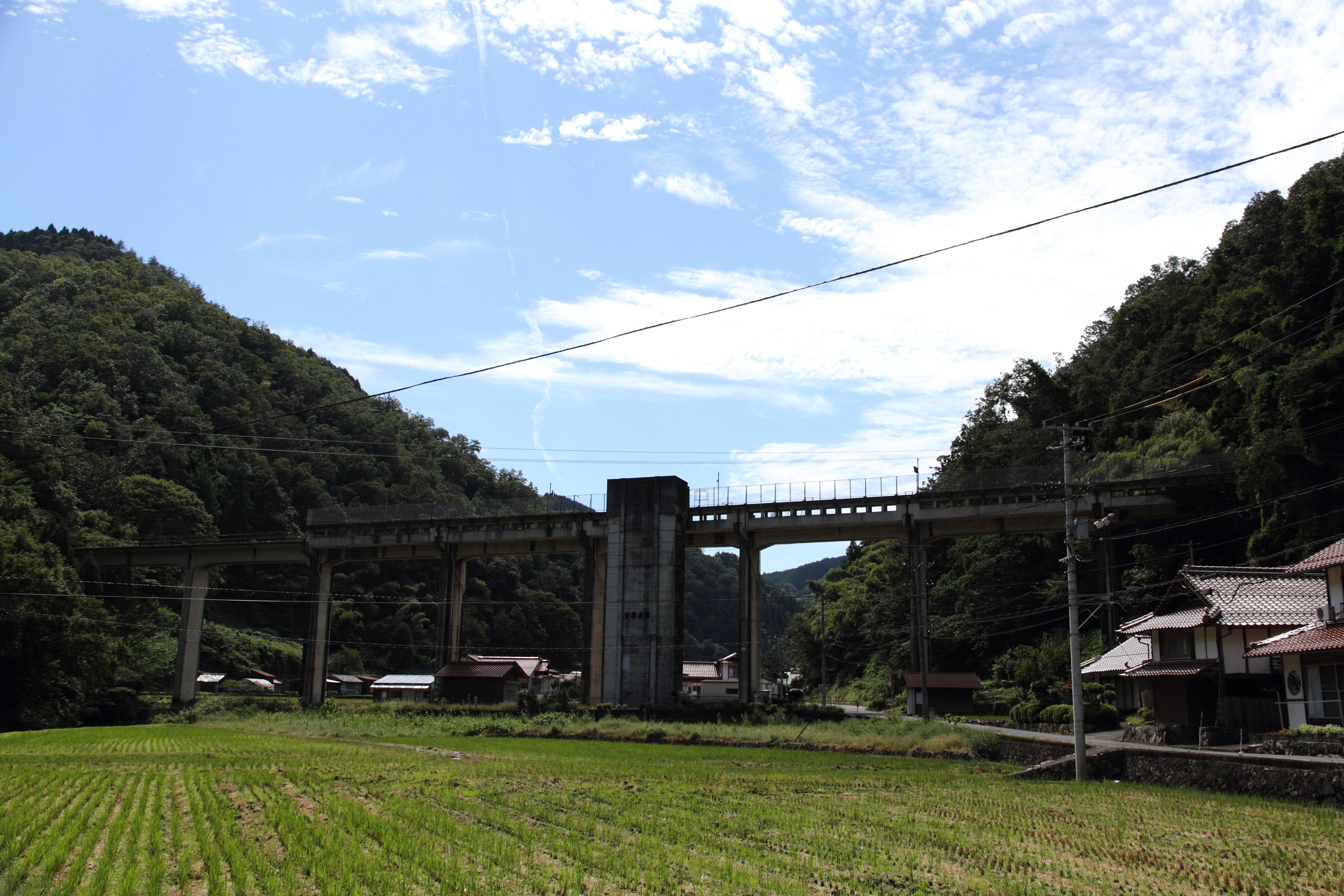
駅全景（廃止後）
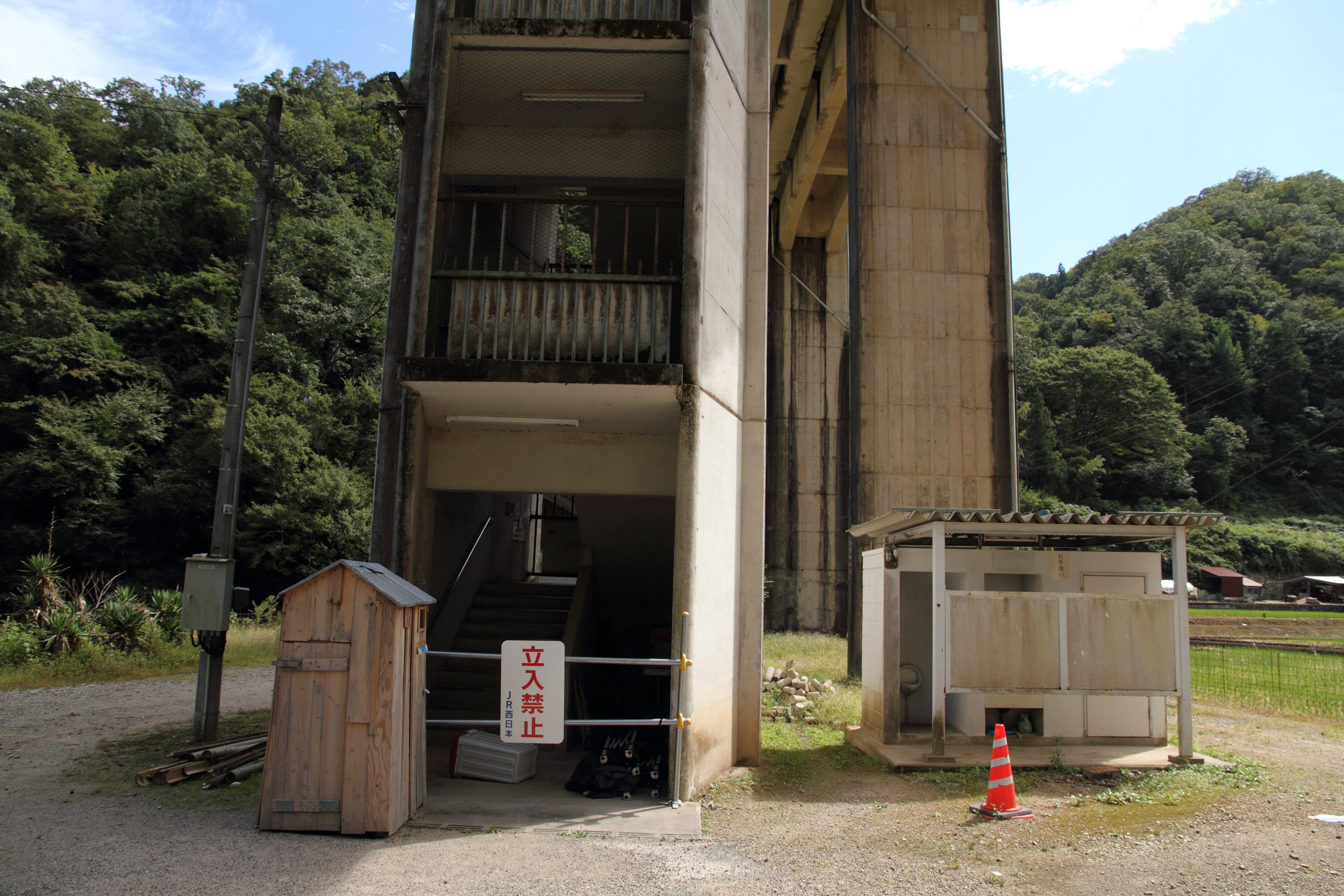
駅入口（廃止後）

## 利用状況
近年の1日平均乗車人員は以下の通りである。なお、1994年度は9人、1984年度は8人だった。
| 乗車人員推移 | 乗車人員推移 |
| 年度         | 1日平均人数  |
| ------------ | ------------ |
| 1999         | 5            |
| 2000         | 2            |
| 2001         | 2            |
| 2002         | 3            |
| 2003         | 4            |
| 2004         | 4            |
| 2005         | 3            |
| 2006         | 1            |
| 2007         | 2            |
| 2008         | 0            |
| 2009         | 0            |
| 2010         | 0            |
| 2011         | 1            |
| 2012         | 0            |
| 2013         | 0            |
| 2014         | 0            |
| 2015         | 1            |
| 2016         | 1            |
| 2017         | 8            |

## 駅周辺

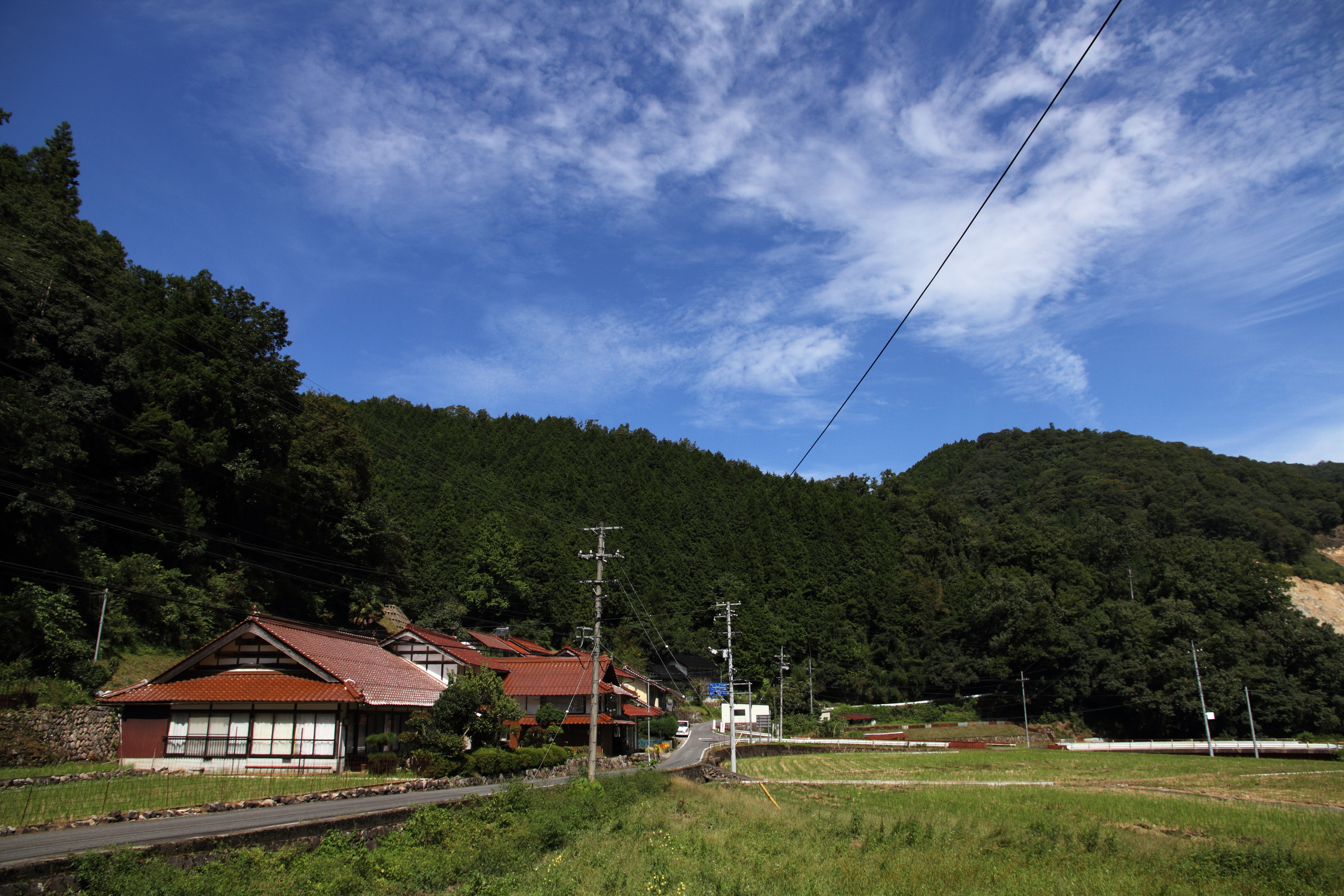
駅周辺（2019年9月）

山の谷間に民家が点在する。三江線と交差する形で島根県道292号線が通っている。
- 島根県道292号宇都井阿須那線
- 島根県道294号邑南美郷線
- 宇都井谷川

以前は駅前に「宇都井駅」停留所があり、おおなんバス（邑南町営バス）の宇都井線が経由していたが、2020年3月31日をもって廃止した。廃止後は「はすみデマンド」（会員制、要予約）を運行している。

## その他

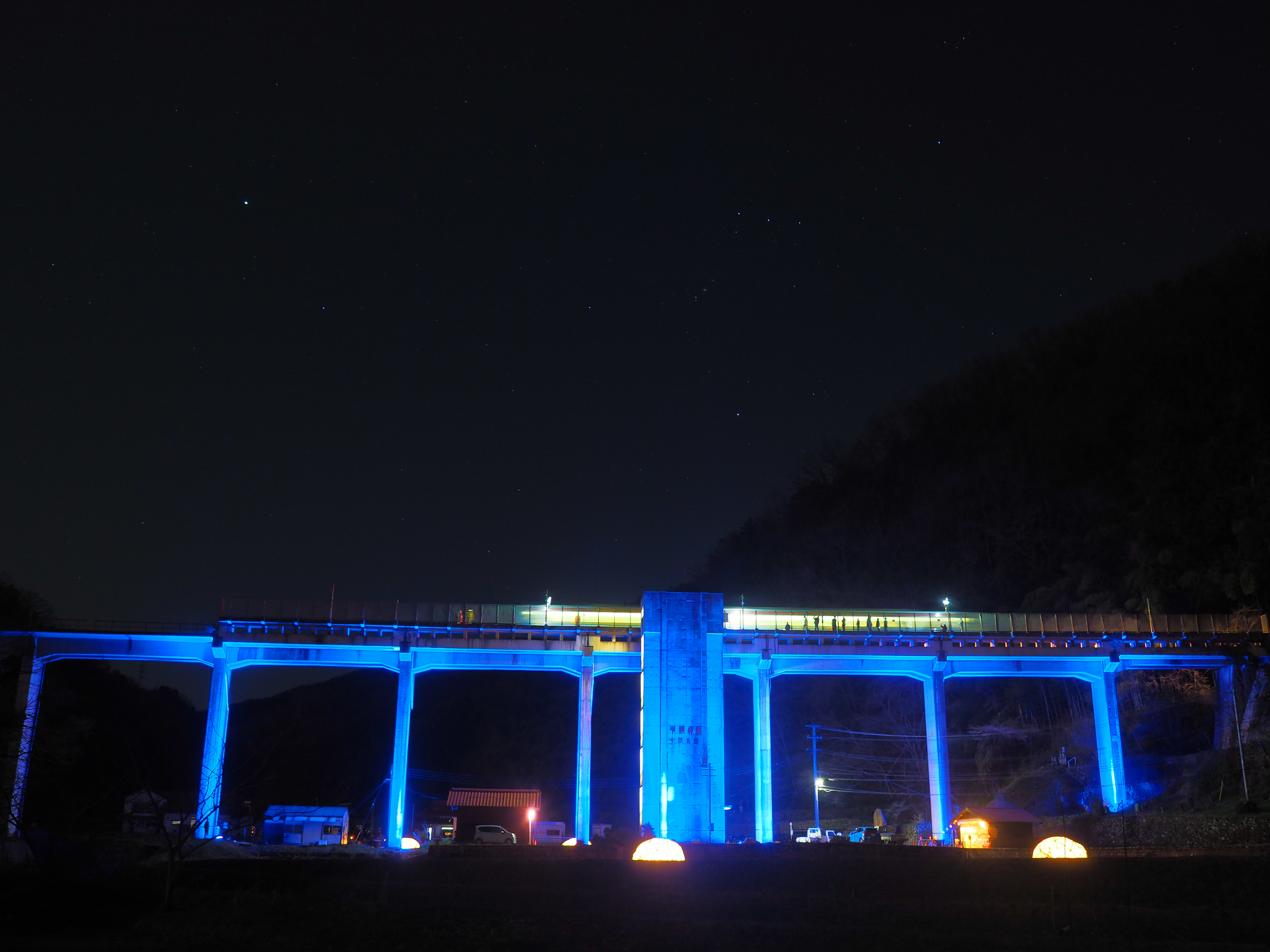
ライトアップされる宇都井駅

- ライトアップされる宇都井駅2010年から「INAKAイルミ」というイベントが行われるようになり、その際にはLED照明を使ってライトアップされる[15][16]。2018年には、最後の年越しを迎えた当駅のイルミネーションが、NHKの番組「ゆく年くる年」で放送された。廃止当日もライトアップされ、三次行き最終列車が到着した際には、惜別の花火が打ち上げられた。
- 三江線活性化協議会により、石見神楽の演目名にちなんだ「塵倫」の愛称が付けられていた。「天空の駅」と称される駅構造が、翼を生やして天空を飛びまわる鬼「塵倫」を連想させることに由来する[17]。
- トミーテックより、宇都井駅を基にしたNゲージサイズのコレクションモデルが2018年8月に発売された[18]。
- 2019年6月18日、邑南町とJR西日本米子支社は、宇都井駅の他、口羽駅、周辺のトンネルなどの鉄道資産を同年7月1日付で邑南町へ無償譲渡する協定に調印した[19]。その後同町が「邑南町三江線鉄道公園・宇都井駅公園」として整備し、2021年4月1日に一般開放した。なお旧駅舎内への立入について、階段の最上階まではいつでも無料で到達可であるが、ホームにはトロッコの運行等イベント開催日のみ入場可能となっている。[20]。

## 隣の駅
西日本旅客鉄道（JR西日本）
 三江線
石見都賀駅 - 宇都井駅 - 伊賀和志駅

#### 統計資料
1. ↑  “島根県統計書”. しまね統計情報データベース.   島根県政策企画局. 2025年2月5日閲覧。